# Vụ đánh bom Gaziantep tháng 8 năm 2016
Ngày 20 tháng 8 năm 2016, một kẻ đánh bom tự sát đã nhầm vào một đám cưới của người Kurd tại Gaziantep, Đông Nam Tiểu Á, Thổ Nhĩ Kỳ. Có tổng cộng 54 người thiệt mạng và 66 người bị thương trong vụ tấn công.

## Tấn công
Vào lúc 22 giờ 50 phút theo giờ địa phương, ngày 20 tháng 8 năm 2016, những kẻ đánh bom tự sát đã nhằm vào một đám cưới ở Gaziantep, Thổ Nhĩ Kỳ. Hơn 200 người đã có mặt tại buổi tiệc. Cuộc tấn công nhầm vào một gia đình người Kurd, gia đình này đã trốn khỏi Siirt. Chú rễ đã bị thương nhưng không đe dọa tính mạng. Cô dâu không hề hấn gì. Một nhân chứng cho biết có hai người đáng ngờ đã đến gần hiện trường và nhanh chống rời khỏi sau vụ tấn công. Ngay lập tức, lực lượng an ninh đã tìm kiếm 2 kẻ tình nghi này.
Trong số 54 người đã thiệt mạng có 29 nạn nhân dưới 18 tuổi, 13 người phụ nữ. Trong 66 người bị thương có 14 người được báo cáo đang trong tình trạng nguy kịch.

## Thủ phạm
Nhà nước Hồi giáo Iraq và Levant (ISIL) và Đảng Công nhân Kurd (PKK) được cho là thủ phạm của vụ tấn công Tổng thống Thổ Nhĩ Kỳ Recep Tayyip Erdoğan cho biết kẻ đánh bom liều chết là một thiếu niên khoảng từ 12 đến 14 tuổi và tổ chức Nhà nước Hồi giáo (IS) tự xưng có thể là thủ phạm đứng đằng sau vụ tấn công này
Tuy nhiên một ngày sau đó, Thủ tướng Binali Yıldırım cho biết nước này vẫn chưa có bằng chứng về những kẻ đứng sau vụ đánh bom. Những thông tin ban đầu về kẻ thực hiện vụ tấn công dưới danh nghĩa tổ chức nào đó là không chính xác. Ngày 22 tháng 8 năm 2016, các xét nghiệm DNA đang được tiến hành để xác định danh tính của thủ phạm.